# Bitva na Bajkalském jezeře
Bitva na Bajkalském jezeře byla pravděpodobně jediná bitva svedená válečnými loděmi československé flotily.

## Pozadí
V srpnu roku 1918 českoslovenští legionáři pod velením plukovníka Gajdy bojovali o horské soutěsky kolem Bajkalského jezera. Ty byly velmi dobře chráněné. Gajdu znepokojovalo to, že Bajkal je úplně ovládán loděmi Rudých, což ohrožovalo týl československých jednotek.
Českoslovenští legionáři při obsazování bajkalských přístavů získali parníky Sibirjak, Burjat a Feodosia. Ty vyzbrojili čtyřmi houfnicemi a použili k výsadku do nepřátelského týlu.

## Bitva
15. srpna československé loďstvo vyplulo z Listvjanky. V poledne 16. srpna dospělo loďstvo v mlze až asi 8 km před přístav v Mysové. Mlha v tu chvíli opadla a legionáři mohli Mysovou spatřit. Rudí si mysleli, že jde o lodě, které jim vezou proviant, což umožnilo Čechoslovákům se přiblížit na 4 km k přístavu. Tehdy Rudí poznali svůj omyl. Ledoborec Bajkal umístěný v přístavu se chystal zahájit palbu, ale Čechoslováci byli rychlejší. Zahájili palbu, jak na Bajkal, tak i na přístav. Bajkal byl potopen přesnou ranou z vlečné lodi parníku Sibirjak (střílel legionář Kolín) a na nádraží v Mysové propukl zmatek. Nádraží i přístav byly v plamenech. Další cesta již probíhala bez problému a legionáři se bezpečně vrátili do Listveničné.
Po půlhodině ostřelování přijel obrněný vlak, z něhož byla vyndána děla, která zahájila na československé lodě palbu. Jelikož legionáři hlavní úkol splnili, odpluli. Cestou zpět potkali druhou nepřátelskou loď, ledoborec Angara. Ta se boji raději vyhnula. I přesto byla po několika dnech legionáři obsazena.

## Galerie

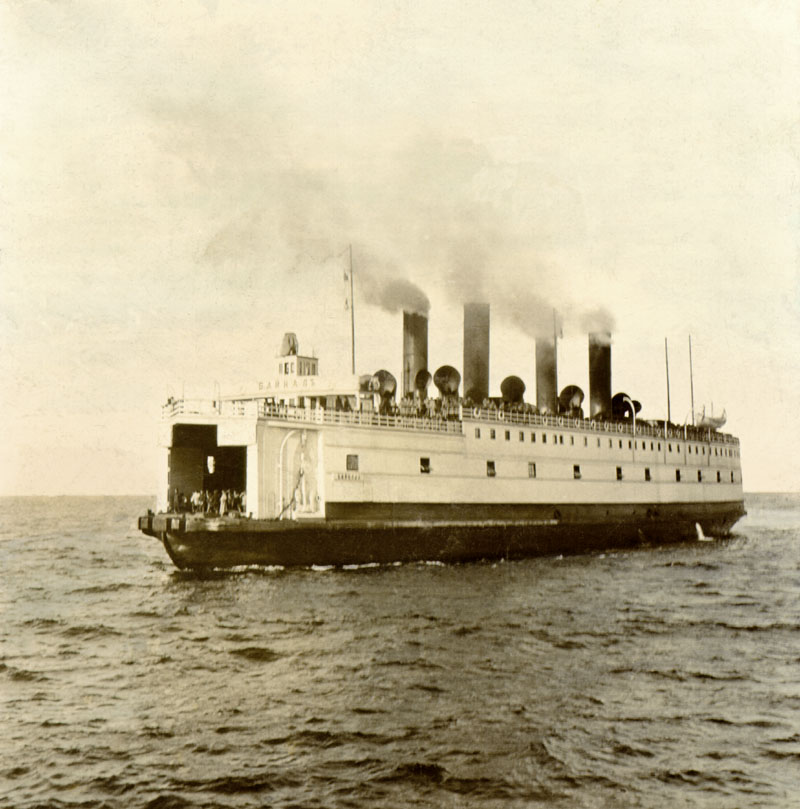
Ledoborec SS Bajkal
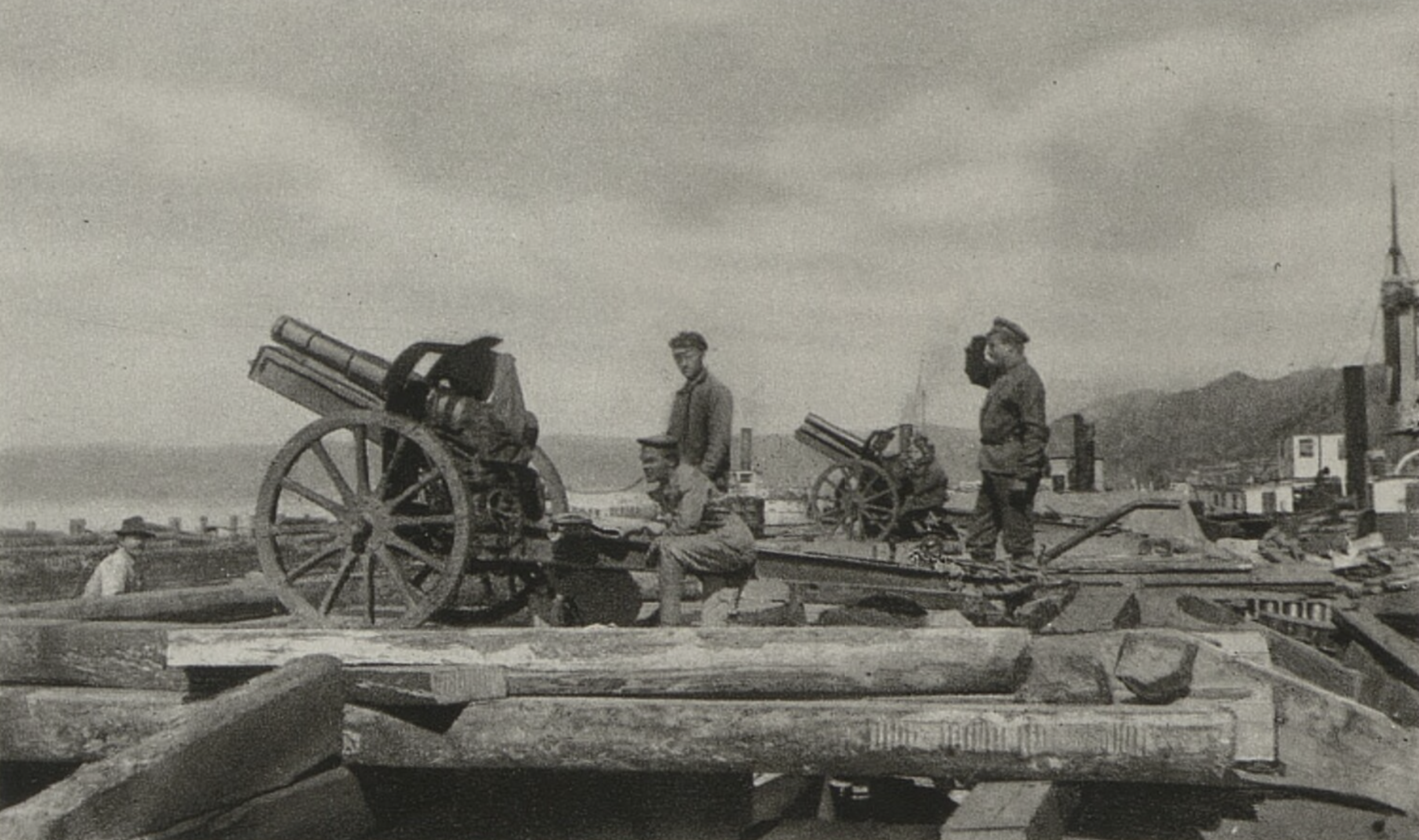
Československá pobřežní baterie v Listvjance
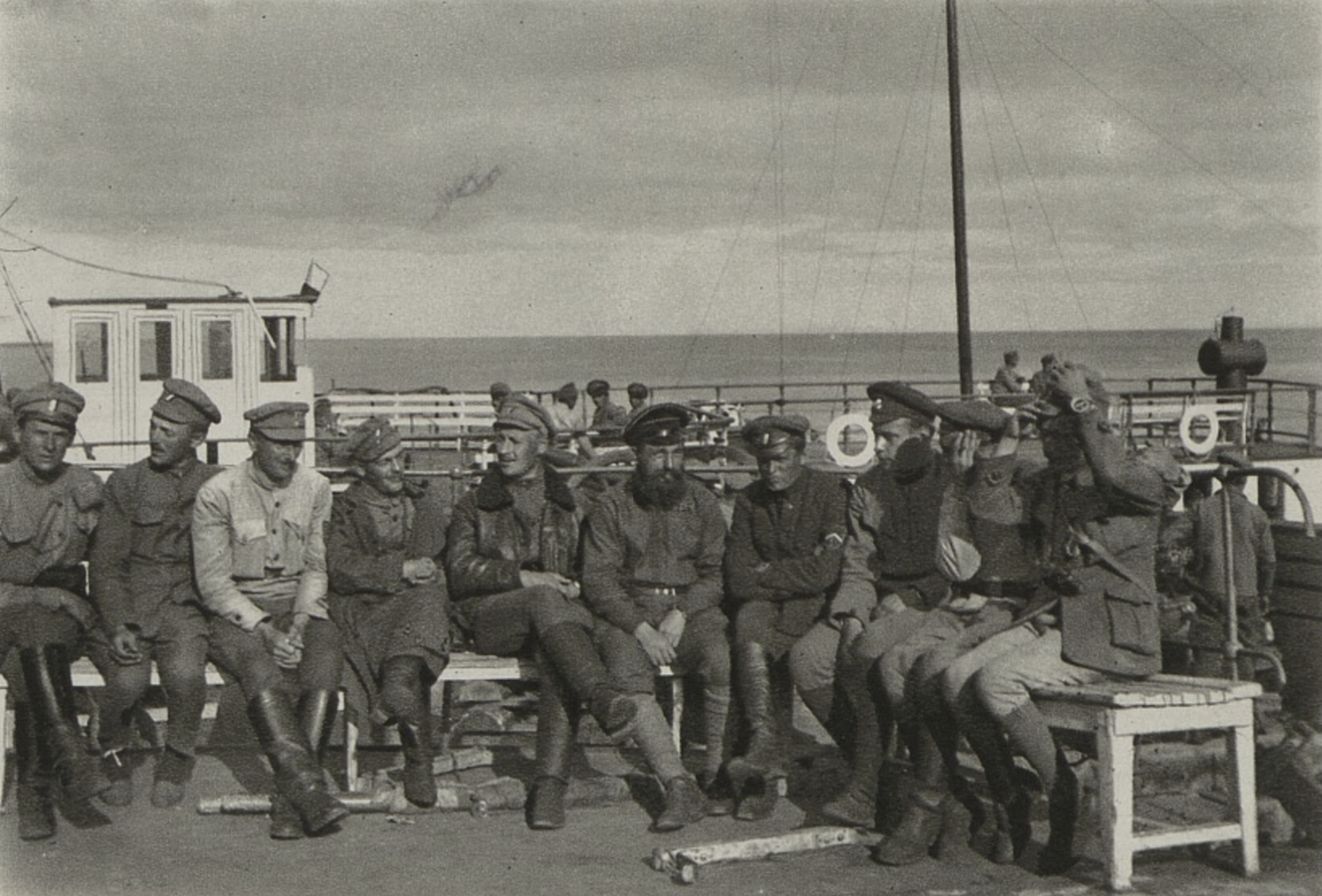
Plukovník Ušakov (pátý zleva) se svým štábem na palubě parníku Burjat
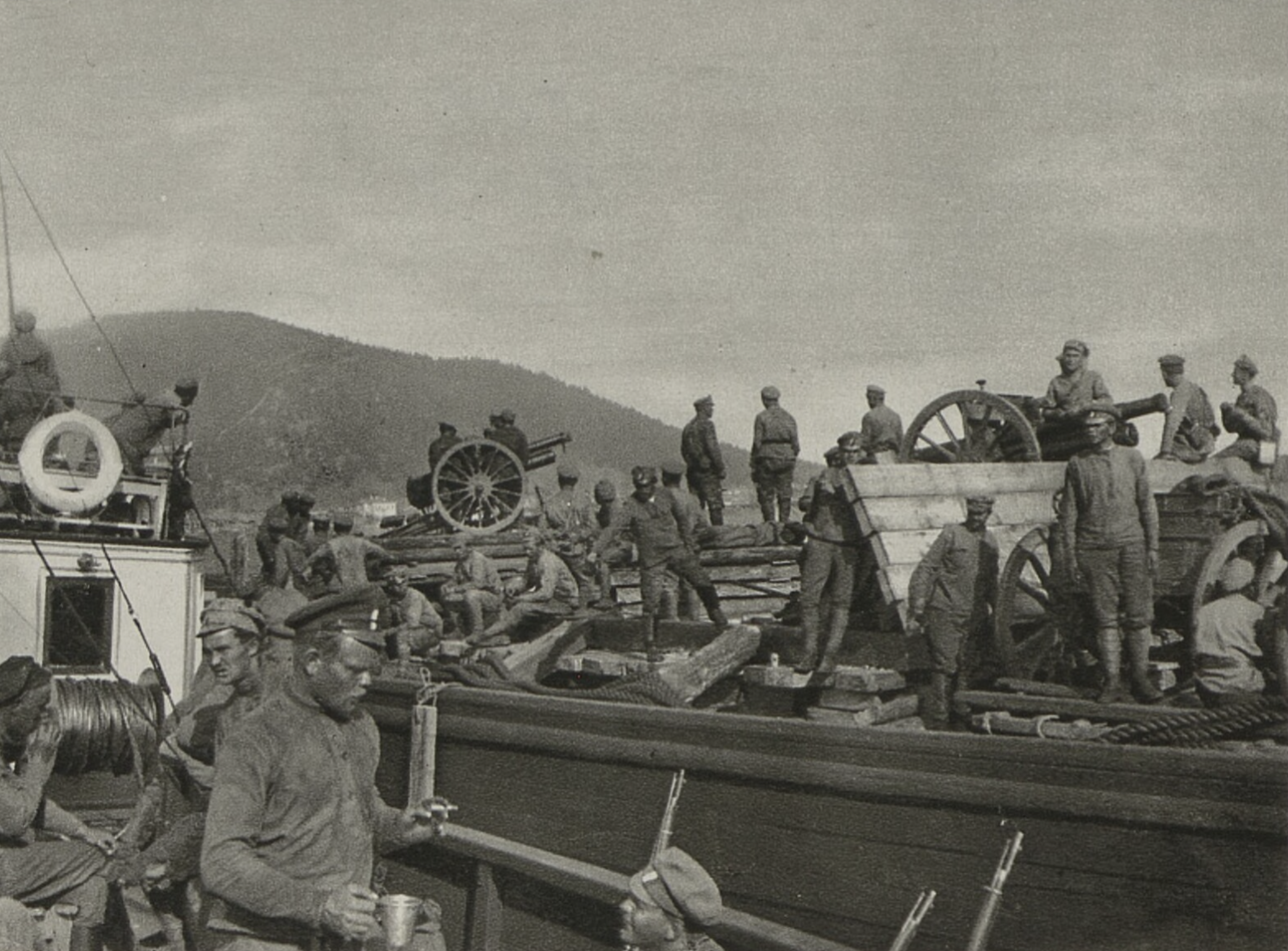
Baterie na vlečné lodi legionářů
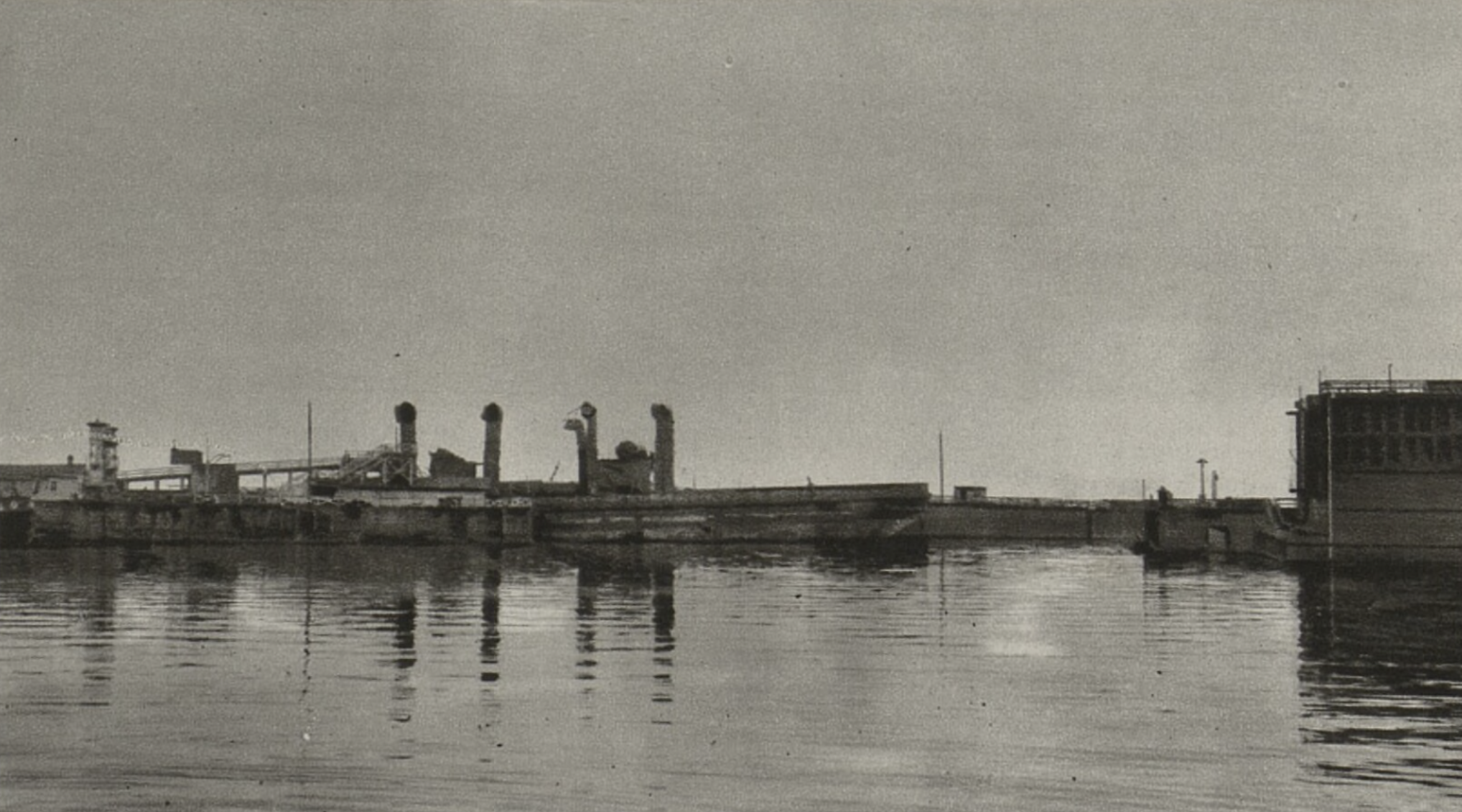
Zničená flotila bolševických lodí